# Stipe Drviš
Stipe Drviš (Macarsca, 8 giugno 1973) è un pugile croato.